# Marie Louise von Larisch-Wallersee

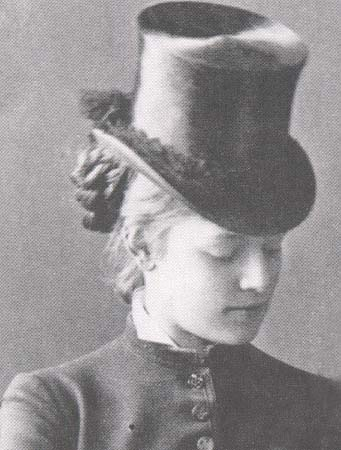
Marie Louise von Wallersee, 1870er Jahre

Marie Louise Elisabeth Freiin von Wallersee, geborene Marie Louise Elisabeth Mendel, verheiratete Gräfin von Larisch-Moennich, (* 24. Februar 1858 in Augsburg; † 4. Juli 1940 ebenda) war die Nichte der Kaiserin Elisabeth von Österreich und Autorin mehrerer Bücher über das Leben am Hofe.
Aufgrund ihrer Rolle im Skandal um den Selbstmord ihres Cousins, Rudolf von Österreich-Ungarn, dem der Mord an seiner jungen Geliebten Mary Vetsera vorausging, wurde sie, ohne sich rechtfertigen zu dürfen, ab 1889 von ihrer "Tante Kaiserin" nicht mehr empfangen. 

## Kindheit und Jugend

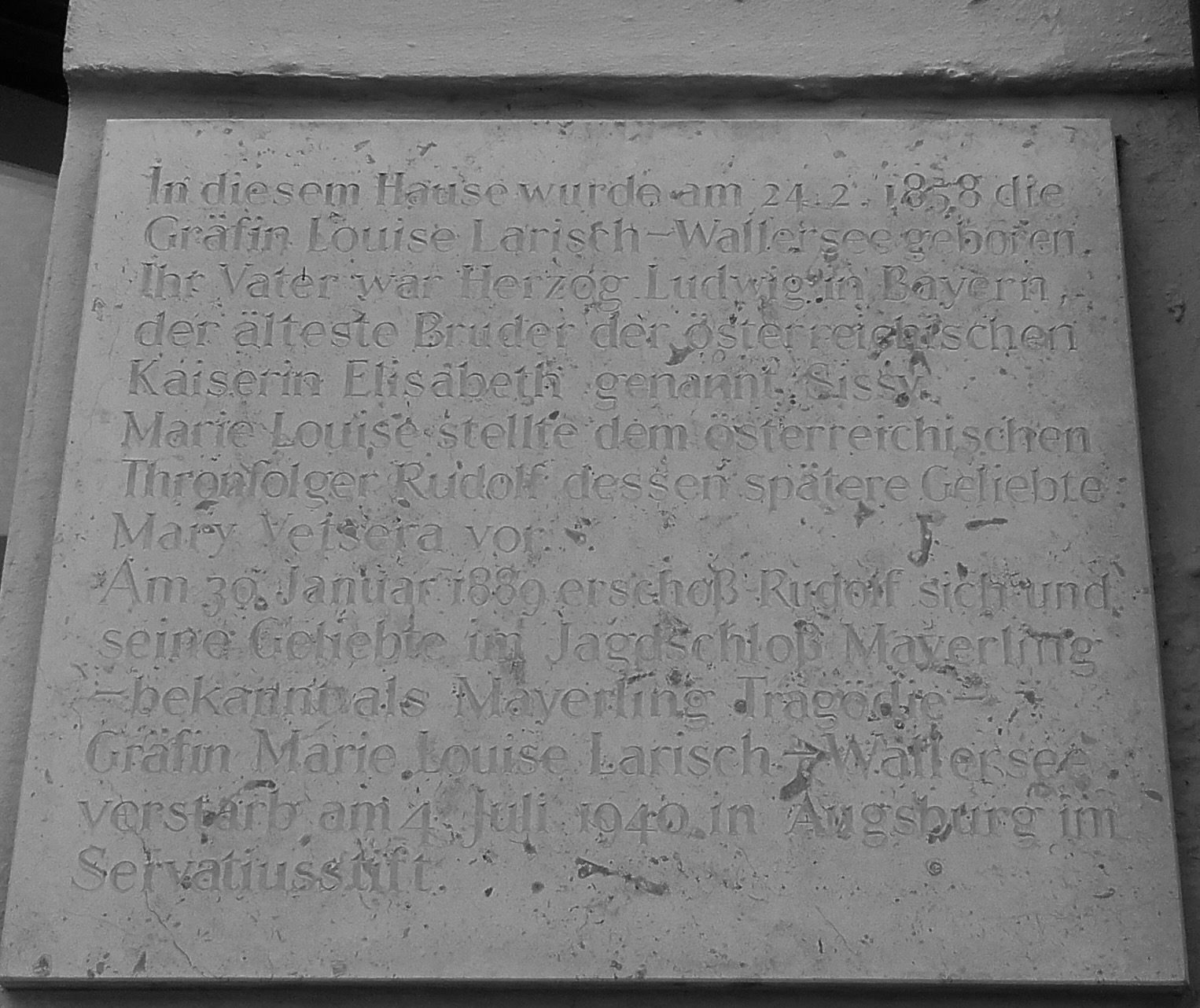
Gedenktafel am Haus Maximilianstraße 87 in Augsburg

Marie Louise wurde als nichteheliche Tochter des Herzogs Ludwig in Bayern und der Schauspielerin Henriette Mendel im Haus Maximilianstraße 87 in Augsburg geboren.
Ihre Eltern heirateten ein Jahr nach ihrer Geburt 1859 morganatisch. Ebenfalls 1859 wurde Henriette Mendel in den Adelsstand erhoben und durfte sich seither Freifrau von Wallersee nennen. Der erbliche Adelstitel galt auch für die Nachkommen dieses Paares. Die Familie lebte in Augsburg, München und Garatshausen. Marie erlebte eine recht freie Kindheit und wurde gut erzogen. Sie konnte ausgezeichnet reiten und fechten.
Als 1869 ihre Tante Kaiserin Elisabeth zu Besuch kam, fand diese Gefallen an ihr und lud sie zu einem Besuch nach Wien und 1876 auch auf ihr Schloss Gödöllő in Ungarn ein. Hier lebte Marie mehrere Monate im Kreis ihrer Tante und deren Gästen. Die Kaiserin machte Marie zu ihrer Vertrauten – misstrauisch und neidisch beäugt von den anwesenden Adeligen. Die Tochter einer Schauspielerin als Vertraute der Kaiserin war nicht „comme il faut“.

## Ehe mit Graf Larisch

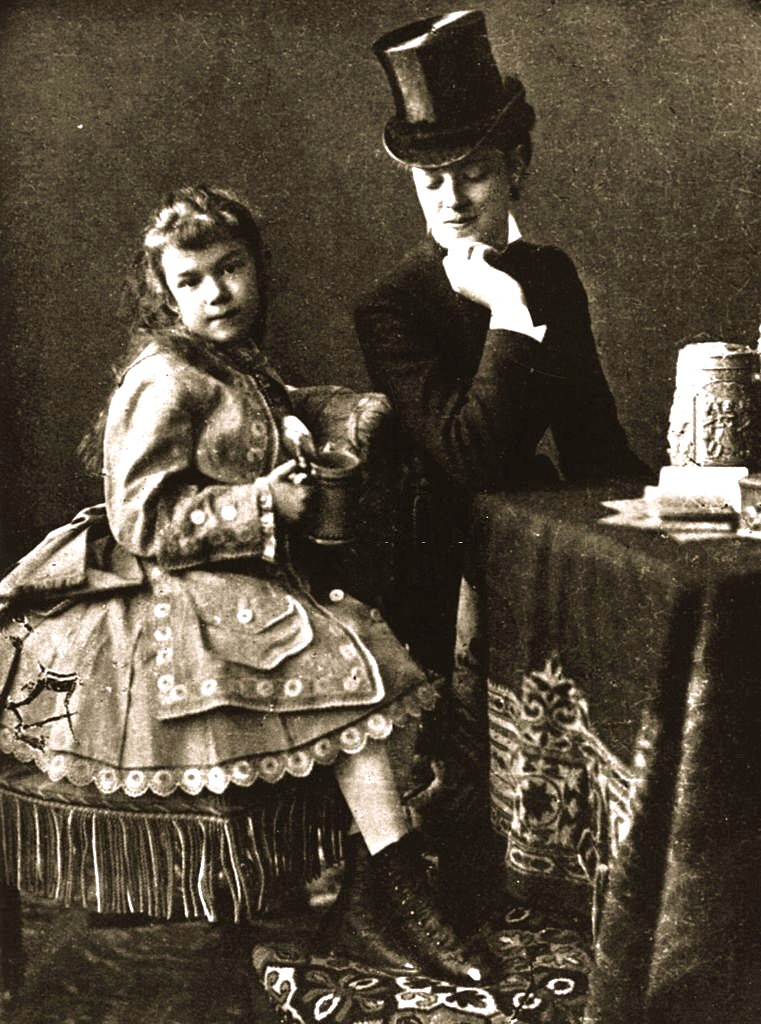
Marie Louise (rechts) mit Erzherzogin Marie Valerie (links)

Durch die Vermittlung der eifersüchtigen Hofdame Gräfin Marie Festetics, die Marie gern weit weg vom Hof sehen wollte, sollte „die kleine Wallersee“ verheiratet werden. Aufgrund ihrer Herkunft und ihrer guten Reitkünste hätte Marie gute Aussichten gehabt, kaiserliche Hofdame zu werden.
Als Ehemann für Marie Louise suchte Marie Festetics mit Zustimmung Elisabeths den Grafen Georg Larisch-Moennich (1855–1928) aus, den sie am 20. Oktober 1877 heiratete.
Marie wurde zur Palastdame ernannt, Georg zum Kämmerer. Das Paar zog in die Nähe von Troppau (Schlesien), wo die Kinder Franz Joseph (1878) und Marie Valerie (1879) geboren wurden. Taufpaten waren der Kaiser von Österreich Franz Joseph, und seine jüngste Tochter, Erzherzogin Marie Valerie.
Einige Jahre noch begleitete Marie die Kaiserin auf ihren Reisen. Schließlich wurde dieser Kontakt lockerer. 1881 und 1887 half sie der Tante noch beim heimlichen Druck ihrer Gedichte und Geschichten.

## Erste Ehe, Beziehung zu Baltazzi und Scheidung
Die arrangierte Ehe mit Graf Larisch verlief unharmonisch. Durch die aufgezwungene Ehe fühlte sich Marie Louise nicht an den ehelichen Treueschwur gebunden. Der Graf war langweilig, mürrisch und hielt ihre Ausgaben für ihre Garderobe für unangemessen. 
Damals wurde Heinrich Baltazzi ihr Liebhaber. Er wohnte in Pardubitz in der Nähe der Reit- und Jagdbegeisterten, und es war ein offenes Geheimnis, dass er der Vater ihrer jüngeren Kinder Marie Henriette (1884) und Georg Heinrich (1886) war. Baltazzi zahlte als eine Art Alimente ihre Kleiderrechnungen. Obwohl diese beiden nicht seine leiblichen Kinder waren, erkannte der Graf sie dennoch offiziell an und wahrte so das Decorum. Mit den zweiten Vornamen der beiden Kinder verriet die Gräfin den außerehelichen Vater wie auch bei ihrem dritten Sohn Friedrich Karl, dessen Vater Karl-Ernst von Otto-Kreckwitz war. Bei diesem Kind, geboren 1894, war allerdings der Schein nicht mehr zu wahren, denn seit 1889 lebte das Ehepaar getrennt, sie in Bayern, der Graf in Schlesien. So kam es 1896 zur Scheidung.

## Rolle im tödlichen Skandal um Kronprinz Rudolf und seine junge Geliebte

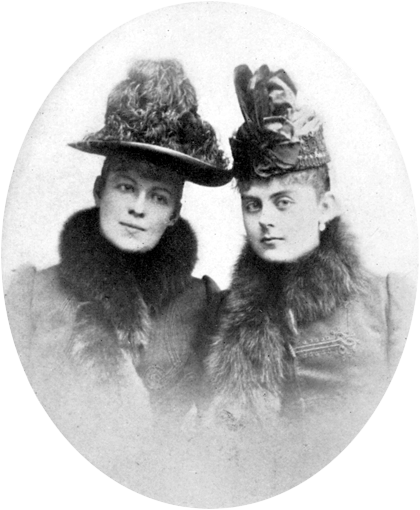
Marie Louise mit Mary Vetsera (1888)

Marie Louise erhielt zunächst finanzielle Unterstützung durch ihren Liebhaber Baltazzi und ihren Cousin Kronprinz Rudolf, den Sohn ihrer Tante Elisabeth. Heinrich Baltazzi sah die Zuwendungen als Alimente an, ließ sich aber später freiwillig unter Kuratel stellen, um nichts mehr zahlen zu müssen. Da Prinz Rudolf einen Teil ihrer Rechnungen übernahm, konnte er sich darauf verlassen, sie bei Bedarf für seine Interessen einspannen zu können.
Der depressive Kronprinz Rudolf war zu dieser Zeit, seit dem Jahre 1888, auf der Suche nach einer Frau, die mit ihm gemeinsam aus dem Leben scheiden wollte. Gräfin Marie Louise verkehrte im Palais Vetsera und erzählte der für den Kronprinzen schwärmenden Nichte Baltazzis, Mary Vetsera, die bereits brieflich Kontakt gesucht hatte, bereitwillig von ihrer hohen Verwandtschaft. In der Folge deckte Marie aus Freundschaft einige der heimlichen Treffen zwischen Rudolf und der Sechzehnjährigen. Auch bat der Kronprinz sie um ihre Vermittlung und sie war ihm nach der Bezahlung einiger Rechnungen verpflichtet. Nachdem Mary Anfang Dezember für einen Skandal in der Oper sorgte und sich als ernsthafte Konkurrentin zu Kronprinzessin Stephanie ansah, der Ehefrau Rudolfs, zog sich Marie Louise zurück. Rudolf und Mary Vetsera trafen sich weiterhin mit Hilfe von Rudolfs Leibfiaker Bratfisch und der Vetsera’schen Hausangestellten Agnes Jahoda. Am 28. Januar 1889 brachte Marie Louise Mary auf Wunsch des Kronprinzen in die Hofburg, von wo Mary zur größten Bestürzung Maries vor der Gräfin floh. In der Nacht zum 30. Januar 1889 setzte der Kronprinz seinen Plan zum gemeinsamen Selbstmord im Jagdschloss Mayerling um, indem er zunächst Mary Vetsera erschoss und sich selbst das Leben nahm.
1926, über 25 Jahre später, wurden Abschiedsbriefe der damals erst siebzehnjährigen Mary gefunden, die als Beweis für ihr Einverständnis mit dem gemeinsamen Freitod gelten. Ihrer Mutter Helene hatte sie kurz vor ihrem Tod geschrieben, sie sei glücklicher im Tod als im Leben.
Der Skandal war beträchtlich und am Hof benötigte man schnell einen Sündenbock für die Verzweiflungstat des jungen Paares. Die Tatsache, dass Marie Louise sich als Vermittlerin für die heimlichen Rendezvous betätigt hatte, hatte sie als Vertraute und zur Mitwisserin der heimlichen Liaison gemacht und sie wurde der Öffentlichkeit als Hauptschuldige präsentiert.
Während Rudolf seine eigenen, Liebe vortäuschenden Briefe an Mary zurückgefordert und verbrannt hatte, beließ er die „der kleinen Vetsera“ und die der Gräfin Larisch in seinem Schreibtisch. Er wies sogar in einem Kodizill zu seinem Testament extra darauf hin. Ein Brief der Larisch wurde in seiner Uniformjacke gefunden. Aufgrund dieser tragischen Umstände fiel Gräfin Marie Louise bei Kaiserin Elisabeth in Ungnade und war bei Hof und bei der Familie nicht mehr erwünscht. Mehrere Quellen bestätigen, dass man ihr keine Möglichkeit gab, sich selbst zu dem Fall zu äußern. Schon bald zog sie sich nach Bayern zurück, wo sie in Rottach-Egern in ihrer „Villa Valerie“ wohnte (heute das Rathaus). Kaiserin Elisabeth hatte Marie Louise dort einen Sommer zuvor noch besucht.

## Ehe mit Opernsänger Otto Brucks
In Rottach-Egern lernte sie den bayerischen Hofopern- und Kammersänger Otto Brucks kennen, den sie 1897 heiratete. Aufgrund dieser Eheschließung wurde Brucks aus Solidarität mit dem österreichischen Kaiserhaus nicht mehr auf bayerischen Bühnen und in Hofopern beschäftigt und hatte auch sonst kaum noch Engagements. Bei jeder Kritik waren Hintergrundberichte über seine Ehe mit „jener Gräfin Larisch, die in Mayerling …“ wichtiger als seine musikalische Leistung. Brucks begann zu trinken. 1899 wurde der gemeinsame Sohn Otto geboren. Aus Geldnot verfasste Marie Brucks biografische Berichte über ihre kaiserlichen und königlichen Verwandten. Kaiser Franz Joseph wollte ihre Enthüllungen verhindern und kaufte ihr die ersten Manuskripte gegen einen hohen Betrag und eine Rente ab. Trotzdem geriet sie im Versuch, ihren Ruf zu rehabilitieren, und wegen weiterer hoher Schulden immer wieder in Kontakt mit Verlegern und Journalisten, die ihre Nähe zur kaiserlichen Familie auszunutzen versuchten.
1906 wurde Otto Brucks Theaterdirektor in Metz. 1907 und 1909 starben die beiden Kinder, die Marie Louises aus ihrer Verbindung mit Baltazzi hatte: Marie Henriette an den Schwarzen Blattern, Georg Heinrich beging in Neapel Suizid. In ihren Memoiren stellte Marie Louise später die Behauptung auf, ihr Sohn habe sich aus Scham erschossen, nachdem er ein Buch über die Mayerling-Affäre gelesen habe, in dem ihre Rolle stark überzeichnet worden sei. Dagegen spricht jedoch ein Brief, aus dem hervorgeht, dass Georg Heinrich bereits 1906 alle damals verfügbaren Bücher dazu gelesen hatte. Damals hat er deutliche Hinweise erhalten, dass er kein Sohn des Grafen war und seine „Existenz mit der Mayerling-Geschichte zusammenhängt“, was natürlich übertrieben war. Die entlastenden Abschiedsbriefe der jungen Mary Vetsera wurden jedoch erst nach seinem Tod gefunden.
Unter Umgehung ihrer Pflichten aus den Verträgen mit dem Kaiserhaus knüpfte Marie Louise 1913 Kontakte zu einer englischen Journalistin, mit deren Hilfe das Buch My Past entstand. Es erreichte hohe Auflagen und wurde offiziell sowie als Raubdruck im selben Jahr noch in Deutschland veröffentlicht. Durch den Krieg blieb aber der erhoffte finanzielle Erfolg aus. 1914 starb Otto Brucks an Leberzirrhose. Im Jahr darauf starb die älteste Tochter Marie Valerie an einer Tropenkrankheit, die sie sich als Missionsschwester zugezogen hatte.
Im Ersten Weltkrieg war die verwitwete Frau Brucks als Rotkreuzschwester an der Westfront tätig sowie als Operationsschwester in München. Rolf Raffé drehte 1920 den Stummfilm Kaiserin Elisabeth von Österreich, in dem Marie Louise Brucks sich selbst spielte.
In den folgenden Jahren lebte sie in großer Armut und arbeitete unter anderem als Haushälterin in Berlin. Dieser Situation wollte sie durch eine Emigration in die USA entgehen. Eine Journalistin schrieb 1924 einen Artikel über die Nichte der Kaiserin und ihr jetziges bedauernswertes Leben, garniert mit Bildern der jungen Gräfin und der kaiserlichen Verwandtschaft von vor 40 Jahren. Der Bericht enthielt auch das Angebot, sie sei bereit, denjenigen zu heiraten, der die Überfahrt für sie und ihren Sohn zahlen würde.

## Aufenthalt in den USA, Rückkehr nach Augsburg und Tod
So kam Marie Louise 1924, im Alter von 66 Jahren, in Kontakt mit einem Farmer und Immobilienmakler aus Florida, William Henry Meyers, der für sie und ihren Sohn Friedrich Karl die Überfahrt in die USA zahlte. Drei Tage nach ihrer Ankunft heiratete sie ihn wie versprochen als Gegenleistung und um einen Aufenthaltstitel zu bekommen. Sie betonte immer, dass es eine Scheinehe war.
Ihr Ehemann entpuppte sich jedoch als Heiratsschwindler, der gehofft hatte, als Gatte einer (jungen) europäischen Gräfin zu Ansehen und Geld zu kommen. Er misshandelte seine Ehefrau, die 1926 nach New Jersey floh, wo sie als Köchin und Putzfrau arbeitete.
Einem deutschamerikanischen Schriftsteller erzählte sie ihr Leben, der unter Hinzufügung von verkaufsträchtigen „scandals“ zwei Bücher schrieb, sie aber um die Einnahmen betrog. Wegen dieser Bücher wurde Marie Louise als bösartige und geldgierige Ex-Gräfin angesehen, die für Geld ihre kaiserliche und königliche Familie verkauft hatte.

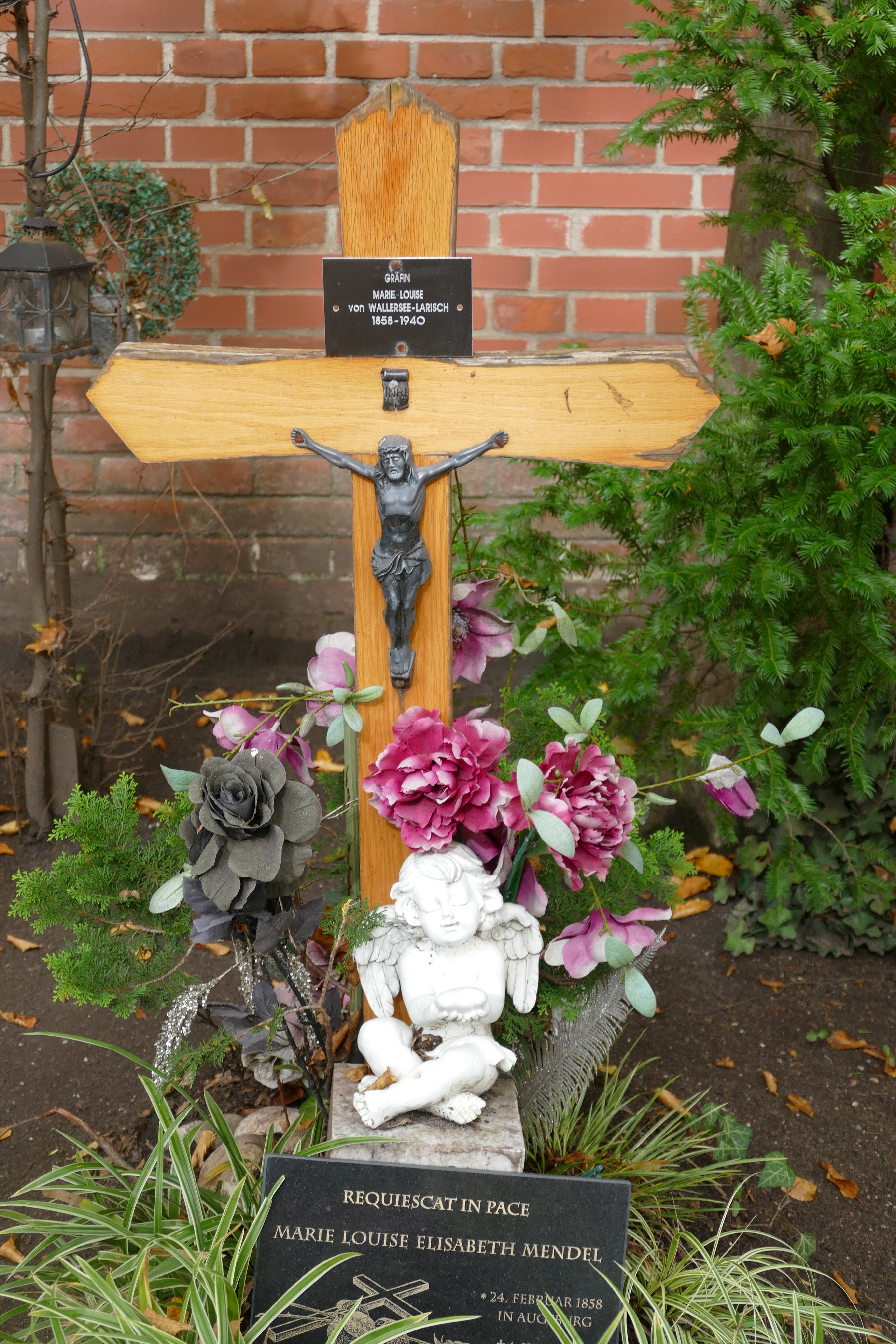
Grab auf dem Ostfriedhof

1929 kehrte sie nach Augsburg zurück, wo sie sehr bescheiden und zurückgezogen von der kleinen Rente lebte, die sie vom Haus Wittelsbach bezog. Ab September 1930 bewohnte sie im Stadtteil Pfersee eine kleine Wohnung in der Arnulfstraße 17.
Noch immer war sie mit ihrer Rehabilitation beschäftigt und wurde wieder von einem Verlegerkonsortium betrogen. Marie Louise von Larisch-Wallersee starb völlig verarmt am 4. Juli 1940 im Sankt Servatius-Stift, wo sie ihr letztes Lebensjahr verbracht hatte. Nach ihrem Tod wurde ihr Zimmer von einem Augsburger Gestapobeamten durchsucht und Manuskripte wurden beschlagnahmt. Ihre sterblichen Überreste wurden neben denjenigen ihres Vaters Herzog Ludwig und ihres Sohnes Friedrich Karl auf dem Münchner Ostfriedhof beigesetzt. Ihr Sohn war am 10. Oktober 1929 in München mit 35 Jahren nach einer Grippeerkrankung an Herzschwäche verstorben.
Marie Louise aber blieb weiter „… jene Gräfin Larisch“.

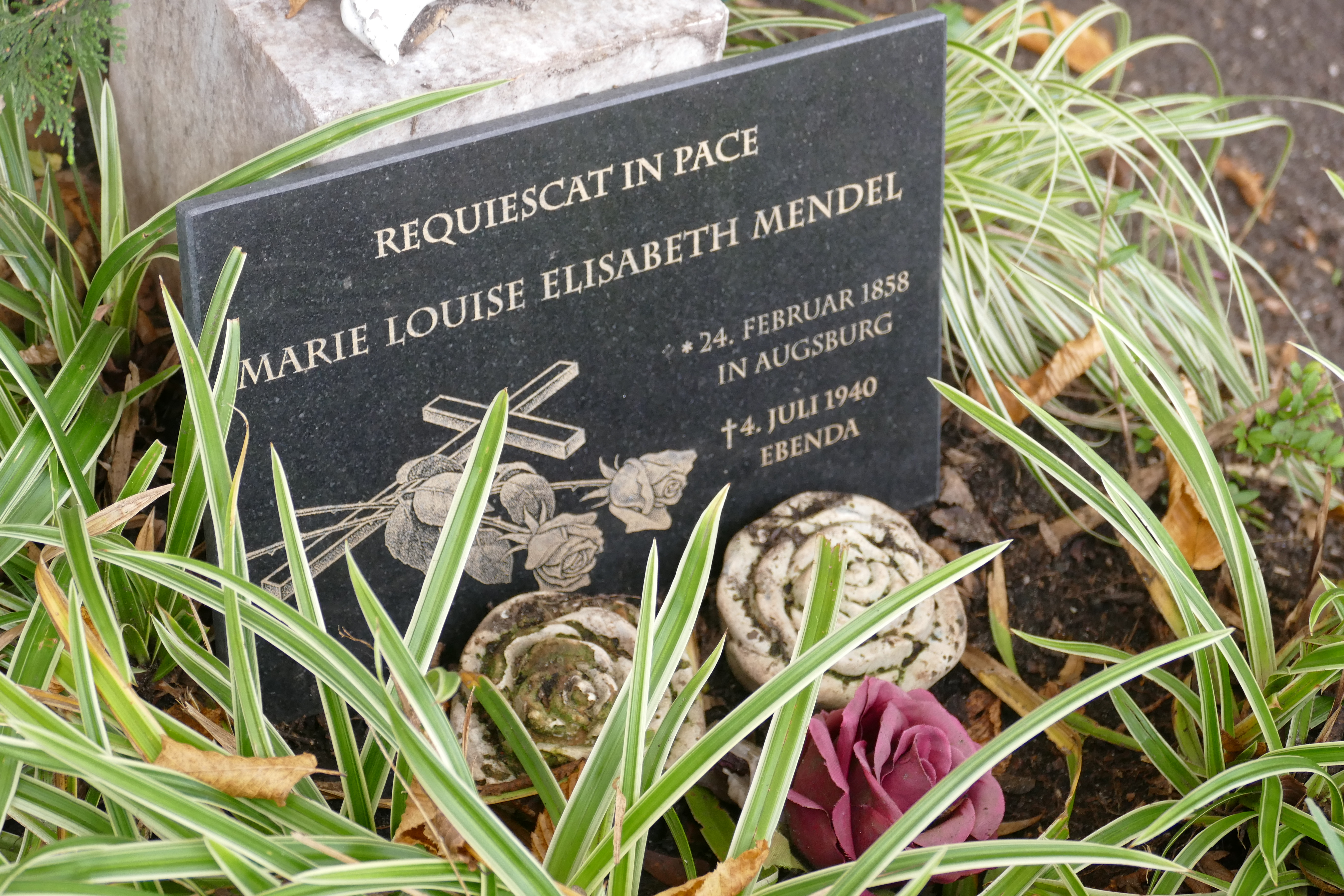
Tafel am Grab mit dem Mädchennamen

Ihr Wunsch nach einem Grabstein, auf dem ihr Geburtsname steht, wurde ihr nicht erfüllt. Über Jahrzehnte blieb ihr Grab anonym und wurde nicht gepflegt. Erst 2012 bekam ihr Grab ein einfaches Holzkreuz mit einer kleinen Namenstafel. (Grab M-li-251/253)

## Familie
Erste Ehe mit Graf Georg Larisch von Moennich (* 27. März 1855; † 7. Januar 1928), am 20. Oktober 1877. Die Ehe wurde 1896 geschieden.
- Franz-Joseph Ludwig Georg Maria (1878–1937)
- Marie Valerie Franziska Georgine (1879–1915)
- Marie (Mary) Henriette Alexandra (1884–1907), starb an schwarzen Blattern. Leiblicher Vater: Heinrich Baltazzi
- Georg Heinrich Maria (1886–1909), starb durch Suizid. Leiblicher Vater: Heinrich  Baltazzi
- Friedrich Karl Ludwig Maria (1894–1929). Leiblicher Vater: Ernst von Otto-Kreckwitz

Zweite Ehe mit Otto Brucks (* 28. November 1858; † 16. Januar 1914), Heirat am 15. Mai 1897 in München.
- Otto Brucks, jr. (1899–1977)

Dritte Ehe mit William Meyers (* 1859), Heirat am 2. September 1924 in Elizabeth, New Jersey, USA.

## Werke
- Ein Königsmärchen. Spohr, Leipzig 1898
- Eine arme Königin. F. Fontane, Berlin 1900
- Meine Vergangenheit. Verlag Es werde Licht, Berlin 1913 (Digitalisat bei Austrian Literature Online). Neuauflage 1937 (My Past, London 1913).
- Kaiserin Elisabeth und ich. Eisentraut, Leipzig 1935, Digitalisat; englisch Her Majesty Elizabeth of Austria-Hungary, New York, 1934
- Die Heldin von Gaeta. Tragödie einer Königin. Goten-Verlag, Leipzig 1936 (My Royal Relatives, London 1936, Les Secrets d'une Maison Royal, Paris 1935) Neuauflage 2016 als Sissi's vergessene Schwester: Die Heldin von Gaeta ISBN 978-1-5239-7291-3
- Gekrönte Frauen, Liebe und Tod, 1943 (enthält die letzten drei genannten Werke in einem Band)[7]

## Biographie
- Brigitte Sokop: Jene Gräfin Larisch. Marie Louise Gräfin Larisch-Wallersee: Vertraute der Kaiserin – Verfemte nach Mayerling. 4.  Auflage. Böhlau, Wien/Köln/Weimar 2006, ISBN 3-205-77484-1.[8]